# Sierra de San Urbano
La Sierra de San Urbano, es una sierra en el municipio de Santa Catarina, estado de Nuevo León, México; aproximadamente 7 km al suroeste de la cabecera municipal, forma parte del parque nacional Cumbres de Monterrey. La cima de la montaña está a 2,976 metros sobre el nivel del mar, con prominencia de 1,136 metros (Cumbre referencia: Cerro de la Viga). La montaña también es conocida como “La Calle” por el paraje que lleva ese nombre.
La cresta tiene aproximadamente 28 km de largo con orientación de este a oeste, la sierra está rodeada por Área Natural Protegida Cerro La Mota, el Cerro de Santa Catarina, Picacho El Orégano, Sierra Agua del Toro, Sierra San José de los Nuncios y Sierra Corral de los Bandidos. Pese a que esta montaña se encuentra escondida detrás de otras de menor altitud, es fácil de reconocer como la montaña más alta y con cima casi plana en el horizonte al oeste de Monterrey.

## Deportes de Montaña

### La Calle Cumbre
Hay dos rutas básicas a la cumbre, una entrando por el Paso del Caballero y la otra entrando por El Jonuco. En la cumbre se encuentra un vértice geodésico.

### Pico Horcones
En el extremo oriente de la cresta se encuentra este pico que llega a 1,465 m s. n. m. con 707 m de desnivel, el recorrido comienza en el Cañón de la Huasteca.

### Pico la Botella
El extremo oriente de la ramificación de la cresta que esta entre el Cañón El Montoso y el Cañón Peyotillos se encuentra este pico de 1,764 m s. n. m.